# Rivolta di Kengir
La rivolta di Kengir si verificò nel gulag sovietico di Kengir, nella Repubblica sovietica del Kazakistan, nel maggio e nel giugno 1954. La sua durata ed intensità la distinguono da altre rivolte simili, avvenute in quello stesso periodo (ad esempio, quella di Vorkuta).
Dopo l'uccisione di alcuni prigionieri da parte delle guardie, i detenuti di Kengir si ribellarono e presero il controllo dell'intero complesso, tenendolo per settimane. Dopo quaranta giorni di libertà, negoziati e preparazioni per uno scontro violento, la rivolta venne soffocata dai carri armati dell'Armata Rossa la mattina del 25 giugno. Secondo alcuni ex prigionieri, la repressione causò il ferimento o la morte di un numero di detenuti compreso tra 500 e 700. Per le autorità i morti furono poche decine. La storia della rivolta è stata raccontata da Aleksandr Solženicyn nel celeberrimo saggio Arcipelago Gulag.

## Il gulag
Nel 1953 Stalin, capo dello Stato e principale sostenitore del sistema dei gulag, morì. La sua morte accrebbe fra i prigionieri la speranza di un'amnistia o, almeno, di una riforma carceraria, speranza ulteriormente rafforzata dalla successiva caduta in disgrazia del capo della sicurezza dello Stato e braccio destro di Stalin, Lavrentij Berija. Berija, a capo dell'intero apparato di polizia sovietico e artefice di alcune delle più detestate norme relative ai campi, fu dichiarato "nemico del popolo" e fucilato. Il nome di Berija divenne un detestato epiteto a tutti i livelli della gerarchia sovietica, e tutti quelli che a lui fossero in qualche modo associati, o ne parlassero favorevolmente correvano il medesimo rischio di essere denunciati per tradimento. Il personale dell'amministrazione del campo non era escluso da tale rischio, e ciò ne allentò considerevolmente la condotta, come gli stessi prigionieri ebbero modo di vedere; scrivendo degli scioperi in atto in quel periodo, Solženicyn scrive:
I prigionieri di tutto il gulag, per questa ed altre ragioni, divennero via via più decisi e sfrontati nei mesi precedenti la rivolta, con scioperi della fame, blocchi nella produzione, insubordinazioni su larga scala e violenze sempre più frequenti.
A Kengir in particolare le autorità del campo stavano rapidamente perdendo il controllo della situazione e lo attestano i comunicati trasmessi periodicamente alle autorità superiori, in cui sono riportati i quotidiani incidenti, le organizzazioni clandestine sempre più forti, la crescente crisi dell'apparato di delazione, e i disperati tentativi di riprendere il controllo.

## Kengir

### I ladri
L'esplosione delle proteste si può far risalire ad una vasta immissione nel campo di "ladri", termine sotto cui erano gergalmente compresi i criminali abituali e gli altri elementi asociali imprigionati nel gulag insieme ai "politici". Tradizionalmente ladri e politici erano antagonisti, con i primi ad esercitare un dominio virtualmente incontrastato sui secondi taglieggiati e umiliati senza freno, e troppo disorganizzati per opporre una difesa credibile. Questa situazione era favorita dall'amministrazione del campo, che si serviva dei ladri come mezzo per opprimere i politici ed impedire loro di unirsi a far causa comune. Perciò l'immissione all'inizio di maggio di circa 650 ladri nel nucleo di circa 8 000 prigionieri politici presenti a Kengir avvenne proprio a tal fine, dato che nel periodo precedente i prigionieri avevano iniziato ad organizzare scioperi, sia pure su scala minore, e mostravano crescenti segni di rivolta. Le autorità del campo speravano che i ladri avrebbero, come già in passato, aiutato a calmare le acque.

### Le "sgualdrine"
È importante notare che, mentre i campi di lavoro furono fondati nei primi anni venti, solo nei primi anni cinquanta politici e ladri furono separati in sistemi carcerari differenti. Con i ladri a debita distanza i politici iniziarono ad unirsi come mai prima nel gulag. Il processo ebbe inizio su base nazionale, religiosa ed etnica (ucraini, kazaki, ceceni, armeni, estoni, musulmani, ecc.), e si consolidò presto a formare gruppi forti e intenzionati a costituire una coalizione estesa a tutto il campo, in primo luogo con una campagna di omicidi nei confronti delle "sgualdrine" (suka in russo), termine usato per i delatori o i prigionieri in qualche modo collusi con l'amministrazione. Insieme ai ladri, le "sgualdrine" erano sempre stati il primo ostacolo all'unione fra i politici: celandosi nell'ombra lavoravano senza posa per isolare e denunciare gli elementi potenzialmente pericolosi per l'apparato del campo. Di conseguenza si era creato un clima di diffidenza fra i prigionieri: ciascuno temeva di rivelare i propri segreti agli altri. I gruppi nazionali ed etnici iniziarono quindi a combattere i delatori, identificandoli uno per uno ed uccidendoli con una decisione ed un'efficacia tale che i sopravvissuti si rifugiarono a chiedere protezione all'amministrazione del campo.

### Armamento ed organizzazione
Dei citati blocchi nazionali quello degli ucraini (che secondo alcune stime costituivano oltre la metà della popolazione del campo) era senza dubbio il più importante, e presto assunse un ruolo guida fra i prigionieri. Membri del "Centro ucraino", come spesso era chiamato, erano fra i principali assertori dell'eliminazione delle "sgualdrine" e in seguito furono in prima fila nel confronto con i ladri appena arrivati.
Contemporaneamente all'eliminazione dei collaborazionisti, i prigionieri iniziarono a confezionare dei coltelli, prima di allora patrimonio esclusivo dei ladri.
Le proteste e le renitenze collettive al lavoro crebbero progressivamente in frequenza e i prigionieri via via imparavano a pianificare e tenere in piedi azioni di disturbo su vasta scala, specialmente creando sistemi di comunicazione fra i settori del campo e, più importante, stabilendo una gerarchia.
In questo mutato clima furono inseriti i ladri e, per la sorpresa delle autorità del campo, questi immediatamente fecero causa comune coi politici, incontrandosi segretamente la prima notte col Centro ucraino e stabilendo dei patti. Ciò accadde perché i ladri si riconobbero troppo deboli contro gli 8 000 politici ben armati e finalmente uniti, ma anche perché nel sistema dei campi si era diffusa la notizia della campagna contro i delatori, e ciò aveva accresciuto la reputazione dei detenuti politici di Kengir.

### Il campo

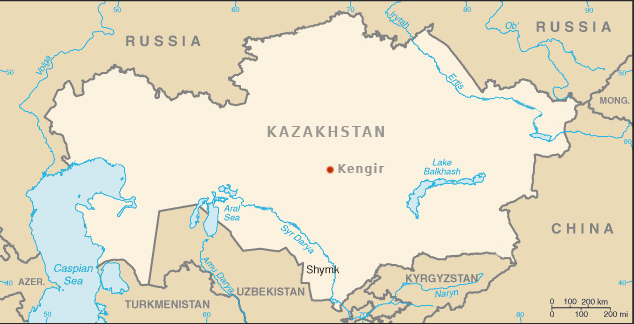
Localizzazione approssimativa del campo di Kengir in Kazakhstan

Il complesso del campo di Kengir formava un vasto rettangolo, diviso nel senso della larghezza in quattro aree distinte: il campo delle donne, la zona di servizio, dove erano situati i laboratori e i magazzini, e due campi maschili, ognuno con la propria prigione. Il campo femminile non era direttamente collegato ai campi maschili, e neppure visibile da questi.

## Il blocco del campo
I primi passi della rivolta si ebbero la sera del 16 maggio, una domenica, dunque giorno di riposo per i prigionieri. I ladri decisero di penetrare nella zona di servizio, dove erano immagazzinate le provviste, e di qui nel campo delle donne. Inizialmente ci riuscirono, ma furono presto scacciati dalle guardie. Al cadere del buio però, si raggrupparono, ruppero tutti i fari delle vicinanze con le loro fionde e sfondarono la recinzione fra il loro campo e la zona di servizio con un improvvisato ariete. Di qui alcuni passarono nella zona femminile.
Le guardie allora aprirono il fuoco sui ladri (per la prima volta nella storia del gulag), causando una decina di morti e diverse decine di feriti. Gli altri si ritirarono, mentre soldati armati venivano disposti fra i vari settori.
Dopo alcune ore di tensione le autorità del campo, in un atto del tutto inatteso, ordinarono il ritiro di tutte le guardie dall'interno del campo.
Nonostante le apparenze si trattò di una mossa squisitamente tattica da parte delle autorità: il giorno successivo finsero acquiescenza alle richieste dei prigionieri e, mentre questi uscivano dal campo per rimettersi al lavoro, le guardie ripristinarono il muro abbattuto..
Dopo essersi resi conto dell'inganno i prigionieri si riorganizzarono in fretta, costringendo nuovamente le guardie a lasciare il campo; distrussero nuovamente il muro appena riparato e liberarono i detenuti dalla prigione di punizione. Il campo rimase sotto il controllo dei prigionieri per i quaranta giorni successivi.

## La nuova società del campo
Con l'intero campo a disposizione, e con senso di comunità e buona volontà da vendere, i prigionieri
si tuffarono nella vita di tutti i giorni che veniva loro negata da troppo tempo. Come raccontarono Solženicyn ed altri, uomini e donne che avevano romanticamente conversato in segreto per anni (o addirittura si erano sposati, ad opera di sacerdoti prigionieri!) ai due lati della recinzione, senza mai vedersi, finalmente si incontrarono.
Alcuni avevano recuperato i propri abiti civili dai magazzini, e si vedevano in giro con vestiti variopinti e costumi tradizionali. Anche il commercio ebbe la sua parte, e un aristocratico polacco aprì uno spaccio dove si serviva del surrogato di caffè che divenne piuttosto popolare fra i prigionieri.
Ben presto si organizzarono alcune attività ricreative. A causa del grande numero di prigionieri politici nel gulag, quasi ogni campo poteva contare su una vasta scelta di provetti ingegneri, scienziati, intellettuali ed artisti. Le arti fiorirono, con mezzi di fortuna, e si tennero recitazioni poetiche e lavori teatrali. Specie fra gli ucraini fiorì la composizione di canzoni, di cui una in particolare si può citare come esemplificativa delle tematiche in voga durante la rivolta:
Anche le pratiche religiose conobbero nuova vita, non più represse dai regolamenti.

### Autogoverno

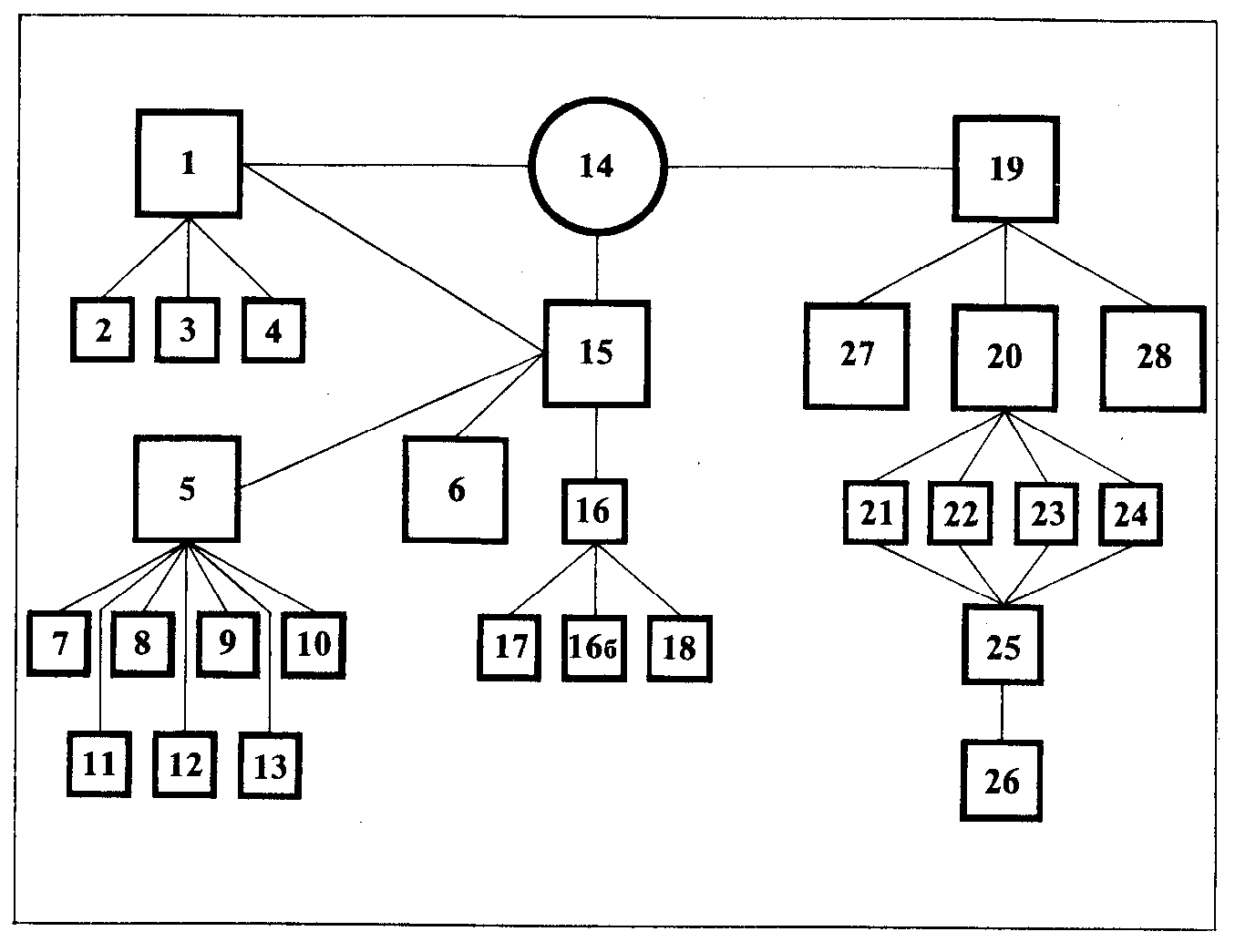
Schema del campo di Kengir.

Poco dopo la presa di controllo del campo, i prigionieri si riunirono nel refettorio e decisero di eleggere un capo e un governo. Fu scelto per questo un ex colonnello dell'Armata Rossa, Kapiton Kuznecov. Una ragione importante per la sua scelta fu che il Centro Ucraino insisteva perché ci fosse una guida russa e, insieme, un governo il più multietnico e multinazionale possibile; questo perché si voleva evitare che la rivolta avesse un carattere anti-russo, ma anche per dare l'impressione di un tentativo illuminato di creare una società ed un governo che armonizzasse le varie componenti.
Kuznecov e la sua amministrazione furono in origine delegati a condurre negoziati con le autorità del campo, ma, protraendosi oltremodo l'autogestione, e crescendo il bisogno di regole, ordine ed efficienza, la giurisdizione di questo governo si estese. Vennero quindi creati vari dipartimenti interni:
- agitazione e propaganda
- servizi e manutenzione (lavanderia, calzoleria e sartoria, barberia, ed altri servizi tipici del campo, che continuavano su base volontaria)
- alimentazione (i depositi di cibo, col razionamento in atto, potevano durare mesi)
- sicurezza interna (alcuni prigionieri contrari alla rivolta, che cercavano apertamente di convincere gli altri ad arrendersi, furono messi in cella)
- militare
- dipartimento tecnico (composto da ingegneri, scienziati, ed altre figure professionali internate nel campo).

#### Propaganda
La questione che più premeva a Kuznecov, e al suo vice, il Knopmus, era quella di evitare che la rivolta sembrasse anti-sovietica, argomento questo che avrebbe dato ampie giustificazioni ad una repressione da parte delle autorità. Anche dopo la morte di Stalin non si dovevano varcare certi limiti. Knopmus decise di dipingere le guardie come seguaci di Berija, e la ribellione come "patriottica", in quanto condotta contro dei "nemici del popolo". Presto si innalzarono cartelli che dichiaravano tali sentimenti, come "Viva la Costituzione sovietica", "Abbasso gli assassini di Berija!" e "Viva il potere sovietico!".